# ウィ・ニード・トゥ・ドゥ・サムシング
『ウィ・ニード・トゥ・ドゥ・サムシング』（原題:We Need to Do Something）は2021年に公開されたアメリカ合衆国のホラー映画である。監督はショーン・キング・オグレイディ、主演はシエラ・マコーミックが務めた。本作はマックス・ブース3世が2020年に発表した小説『We Need to Do Something』を原作としている。

## 概略
嵐のせいで、メリッサとその家族は浴室に閉じ込められてしまった。一家は「救助が来る見込みがない」という現実に直面して絶望に支配されていったが、さらに悪いことに、別種の脅威が襲い掛かってきた。

## キャスト
- メリッサ：シエラ・マコーミック
- ダイアン：ヴィネッサ・ショウ
- ロバート：パット・ヒーリー
- ボビー：ジョン・ジェームズ・クローニン
- エイミー：リセット・アレクシス
- 少年の声：オジー・オズボーン

## 製作
本作の主要撮影は2020年9月から10月にかけてミシガン州のデトロイトで行われた。この間、キャストとスタッフは新型コロナウイルスに感染しないよう隔離生活を送っていたという。10月29日、本作の主要キャストが発表された。

## 公開・興行収入
2021年5月11日、IFCミッドナイトが本作の全米配給権を獲得したとの報道があった。6月10日、本作はトライベッカ映画祭でプレミア上映された。8月3日、本作のオフィシャル・トレイラーが公開された。9月3日、本作は全米27館で封切られ、公開初週末に6009ドルを稼ぎ出し、週末興行収入ランキング初登場32位となっている。

## 評価
本作はに対する批評家の評価は平凡なものに留まっている。映画批評集積サイトのRotten Tomatoesには50件のレビューがあり、批評家支持率は56%、平均点は10点満点で6点となっている。サイト側による批評家の見解の要約は「原題のsomethingが示唆していることではあるが、焦点がぼやけているように感じる。しかし、『ウィ・ニード・トゥ・ドゥ・サムシング』は閉鎖空間がもたらす恐怖―それはジャンル映画ならではのものであり、タイムリーなものでもある―を観客に提供してくれる。」となっている。また、Metacriticには10件のレビューがあり、加重平均値は49/100となっている。